# یان فرتونگن
یان برت لیوْ فرتونگن (متولد ۲۴ آوریل ۱۹۸۷) که بیشتر با نام یان فرتونگن مشهور است، بازیکن فوتبال اهل بلژیک است که در تیم باشگاهی اندرلخت بازی می‌کند. پست تخصصی او دفاع وسط است ولی توانایی بازی به عنوان دفاع چپ را نیز دارد.
فرتونگن با ۱۵۷ بازی ملی، بیش‌تر از هر بازیکن دیگری، با پیراهن تیم ملی فوتبال بلژیک بازی کرده‌است.او در روز جمعه ۵ جولای ۲۰۲۴ از دنیای فوتبال ملی خداحافظی کرد.

## دوران باشگاهی
فرتونگن بازی خود را در سال ۲۰۰۶ از باشگاه آژاکس آمستردام هلند آغاز کرد و ۲۲۰ بازی و ۲۸ گل برای این تیم در تمام رقابت‌ها به ثمر رساند و در سال ۲۰۱۱ کاپیتان این تیم شد. او به همراه آژاکس به دو قهرمانی اردویسه و دو مقام قهرمانی در جام حذفی هلند رسید و در سال ۲۰۱۲ مرد سال فوتبال هلند شد. 
فرتونگن در ژوئیه ۲۰۱۲ به تیم تاتنهام پیوست. 
فرتونگن در تاریخ ۱۵ اوت ۲۰۲۰ با قراردادی ۳ ساله به بنفیکا پیوست.
وی در سپتامبر ۲۰۲۲ به اندرلخت پیوست تا برای اولین بار پیراهن تیمی از کشورش را بپوشد.

## آمار حرفه ای
تا تاریخ ۲۹ اوت ۲۰۲۱
| عملکرد        | عملکرد        | عملکرد        | لیگ      | لیگ      | جام      | جام      | قاره‌ای | قاره‌ای | سایر | سایر | مجموع | مجموع |
| فصل           | باشگاه        | لیگ           | بازی     | گل       | بازی     | گل       | بازی   | گل     | بازی | گل   | بازی  | گل    |
|               |               |               | لیگ برتر | لیگ برتر | جام حذفی | جام حذفی | اروپا  | اروپا  | دیگر | دیگر | مجموع | مجموع |
| ------------- | ------------- | ------------- | -------- | -------- | -------- | -------- | ------ | ------ | ---- | ---- | ----- | ----- |
| ۲۰۰۶–۲۰۰۷     | آژاکس         | لیگ هلند      | ۳        | ۰        | ۰        | ۰        | _      | _      | _    | _    | ۳     | ۰     |
| مجموع آژاکس   | مجموع آژاکس   | مجموع آژاکس   | ۳        | ۰        | ۰        | ۰        | _      | _      | _    | _    | ۳     | ۰     |
| ۲۰۰۶–۲۰۰۷     | والویک        | لیگ هلند      | ۱۲       | ۳        | ۱        | ۰        | _      | _      | _    | _    | ۱۳    | ۳     |
| مجموع والویک  | مجموع والویک  | مجموع والویک  | ۱۲       | ۳        | ۱        | ۰        | _      | _      | _    | _    | ۱۳    | ۳     |
| ۲۰۰۷–۲۰۰۸     | آژاکس         | لیگ هلند      | ۳۱       | ۲        | ۳        | ۰        | ۱      | ۰      | ۲    | ۰    | ۳۷    | ۲     |
| ۲۰۰۸–۲۰۰۹     | آژاکس         | لیگ هلند      | ۲۶       | ۴        | ۲        | ۰        | ۷      | ۱      | _    | _    | ۳۵    | ۵     |
| ۲۰۰۹–۲۰۱۰     | آژاکس         | لیگ هلند      | ۳۲       | ۳        | ۷        | ۰        | ۱۰     | ۰      | _    | _    | ۴۹    | ۳     |
| ۲۰۱۰–۲۰۱۱     | آژاکس         | لیگ هلند      | ۳۲       | ۶        | ۶        | ۱        | ۱۳     | ۱      | _    | _    | ۵۱    | ۸     |
| ۲۰۱۱–۲۰۱۲     | آژاکس         | لیگ هلند      | ۳۱       | ۸        | ۳        | ۲        | ۸      | ۰      | _    | _    | ۴۲    | ۱۰    |
| مجموع آژاکس   | مجموع آژاکس   | مجموع آژاکس   | ۱۵۲      | ۲۳       | ۲۱       | ۳        | ۳۹     | ۲      | ۲    | ۰    | ۲۱۴   | ۲۸    |
| ۲۰۱۲–۲۰۱۳     | تاتنهام       | لیگ جزیره     | ۳۴       | ۴        | ۱        | ۰        | ۱۲     | ۱      | ۲    | ۱    | ۴۹    | ۶     |
| ۲۰۱۳–۲۰۱۴     | تاتنهام       | لیگ جزیره     | ۲۳       | ۰        | ۰        | ۰        | ۸      | ۱      | ۲    | ۰    | ۳۳    | ۱     |
| ۲۰۱۴–۲۰۱۵     | تاتنهام       | لیگ جزیره     | ۳۲       | ۰        | ۲        | ۰        | ۷      | ۰      | ۶    | ۰    | ۴۷    | ۰     |
| ۲۰۱۵–۲۰۱۶     | تاتنهام       | لیگ جزیره     | ۲۹       | ۰        | ۰        | ۰        | ۴      | ۰      | _    | _    | ۳۳    | ۰     |
| ۲۰۱۶–۲۰۱۷     | تاتنهام       | لیگ جزیره     | ۳۳       | ۰        | ۳        | ۰        | ۶      | ۰      | _    | _    | ۴۲    | ۰     |
| ۲۰۱۷–۲۰۱۸     | تاتنهام       | لیگ جزیره     | ۳۶       | ۰        | ۴        | ۱        | ۶      | ۰      | ۱    | ۰    | ۴۷    | ۱     |
| ۲۰۱۸–۲۰۱۹     | تاتنهام       | لیگ جزیره     | ۲۲       | ۱        | ۱        | ۰        | ۱۰     | ۱      | ۱    | ۰    | ۳۴    | ۲     |
| ۲۰۱۹–۲۰۲۰     | تاتنهام       | لیگ جزیره     | ۲۳       | ۱        | ۴        | ۱        | ۳      | ۰      | _    | _    | ۳۰    | ۲     |
| مجموع تاتنهام | مجموع تاتنهام | مجموع تاتنهام | ۲۳۲      | ۶        | ۱۵       | ۲        | ۵۶     | ۳      | ۱۲   | ۱    | ۳۱۵   | ۱۲    |
| ۲۰۲۰–۲۰۲۱     | بنفیکا        | لیگ پرتغال    | ۲۸       | ۰        | ۳        | ۰        | ۹      | ۱      | ۱    | ۰    | ۴۱    | ۱     |
| ۲۰۲۱–۲۰۲۲     | بنفیکا        | لیگ پرتغال    | ۲        | ۰        | ۰        | ۰        | ۳      | ۰      | ۰    | ۰    | ۵     | ۰     |
| مجموع بنفیکا  | مجموع بنفیکا  | مجموع بنفیکا  | ۳۰       | ۰        | ۳        | ۰        | ۱۲     | ۱      | ۱    | ۰    | ۴۶    | ۱     |
| مجموع آمار    | مجموع آمار    | مجموع آمار    | ۴۲۹      | ۳۲       | ۴۰       | ۵        | ۱۰۷    | ۶      | ۱۵   | ۱    | ۵۹۱   | ۴۴    |